# Rio Padma
O rio Padma (em bengali:  পদ্মা, romanizado Pôdda) é um dos principais rios transfronteiriços do Bangladesh, sendo um dos ramos inferiores e o principal distributário do rio Ganges (em bengali, গঙ্গা, Gôngga). Por vezes costuma-se dizer que o rio Ganges muda de nome à entrada no Bangladesh.
O rio Padma entra no Bangladesh vindo da Índia, perto de Chapai Nababganj. Pouco depois encontra o rio Jamuna (em bengali, যমুনা, Jomuna) perto de Aricha, conservando o seu nome, mas depois, ao unir-se ao rio Meghna (মেঘনা) perto de Chandpur, adota o nome «Meghna» antes de desaguar no golfo de Bengala.
Rajshahi, uma das principais cidades do Bangladesh, está situada na margem norte do rio Padma. O rio tem uma profundidade máxima de 479 m e a profundidade media é de 295 m.
Em Goalando, a 2200 km de distância da nascente do Ganges, o Padma é acompanhado pelo poderoso Jamuna (o Baixo rio Brahmaputra) e a combinação resultante flui com o nome de Padma mais a leste, em Chandpur. Aí, o rio mais largo do Bangladesh, o rio Meghna, une-se ao Padma, continuando como Meghna quase em linha reta para sul, terminando no golfo de Bengala.

## Mitologia
O Padma é mencionado numerosas vezes na mitologia hindu, incluindo nos Vedas, nos Puranas, no Ramayana e no Mahabharata. Em todos os mitos, o rio é mencionado como uma divindade, embora de origens diferentes.

## Retenção das águas
Após a construção da barragem de Farakka (1974-75) na parte em território indiano do Ganges, em Bengala Ocidental, o caudal do rio Padma reduziu-se significativamente.

## Ponte
Foi proposta em 2009 a construção sobre o rio de uma ponte mista rodo-ferroviária.

## Imagens

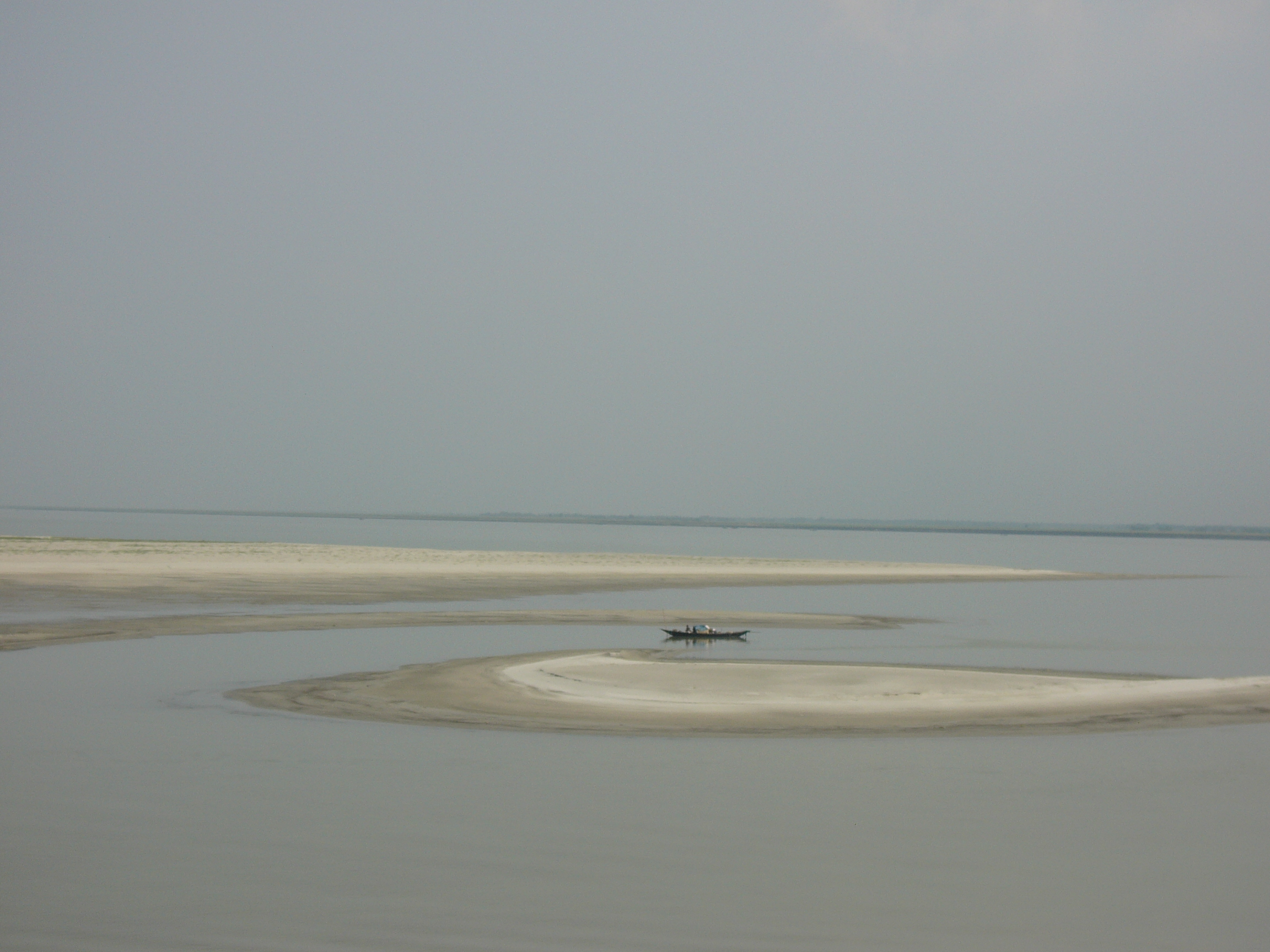
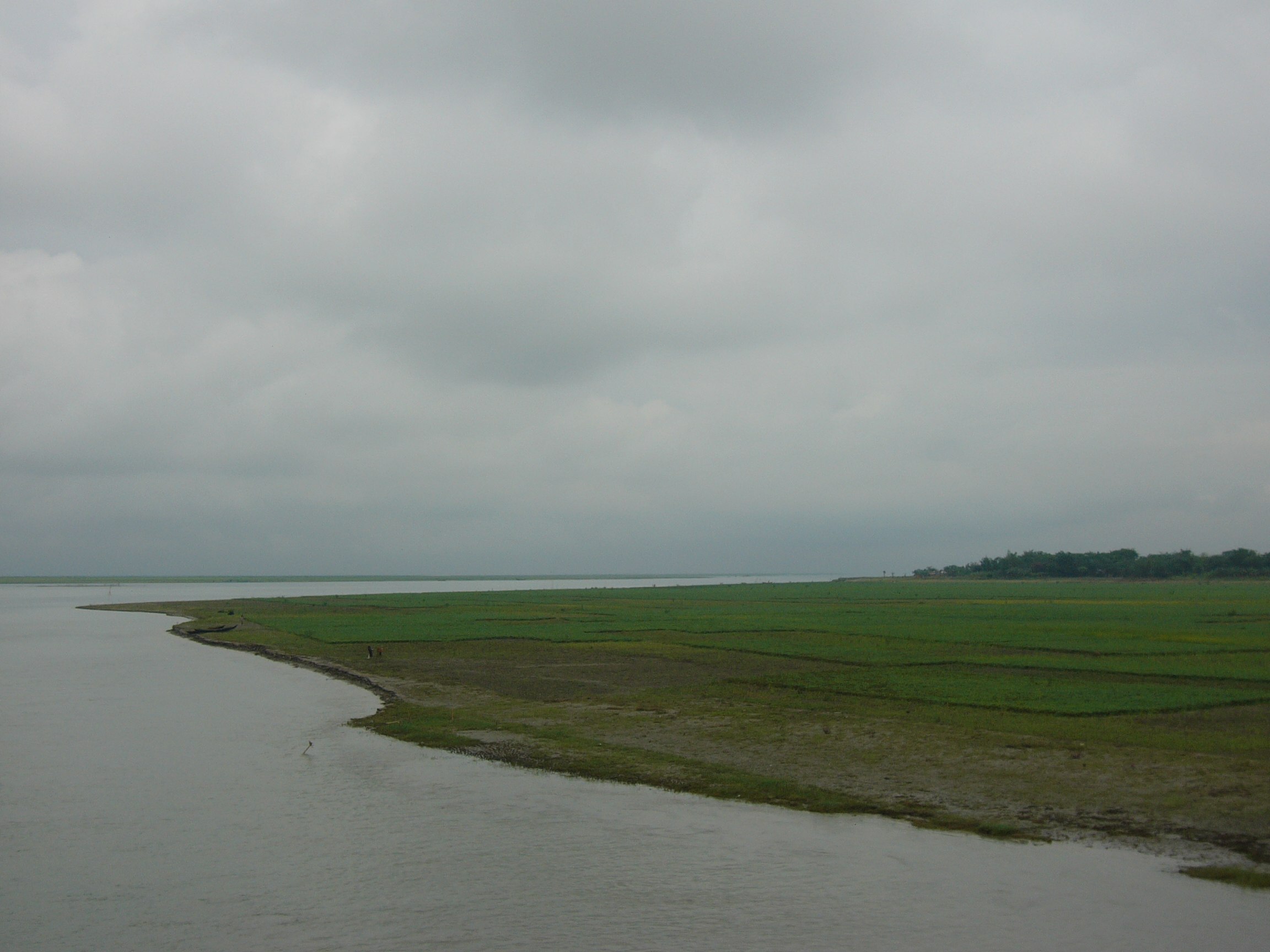
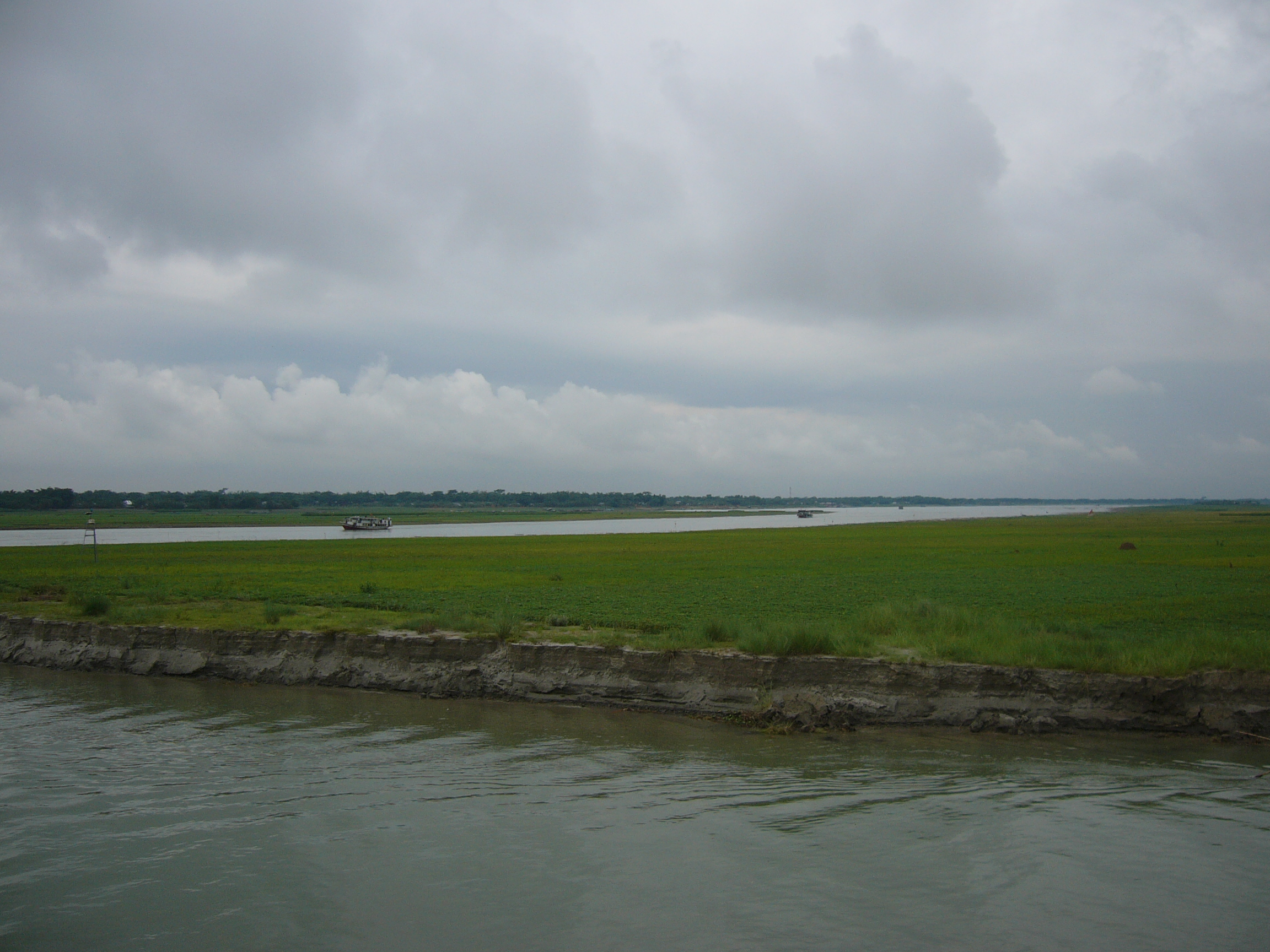
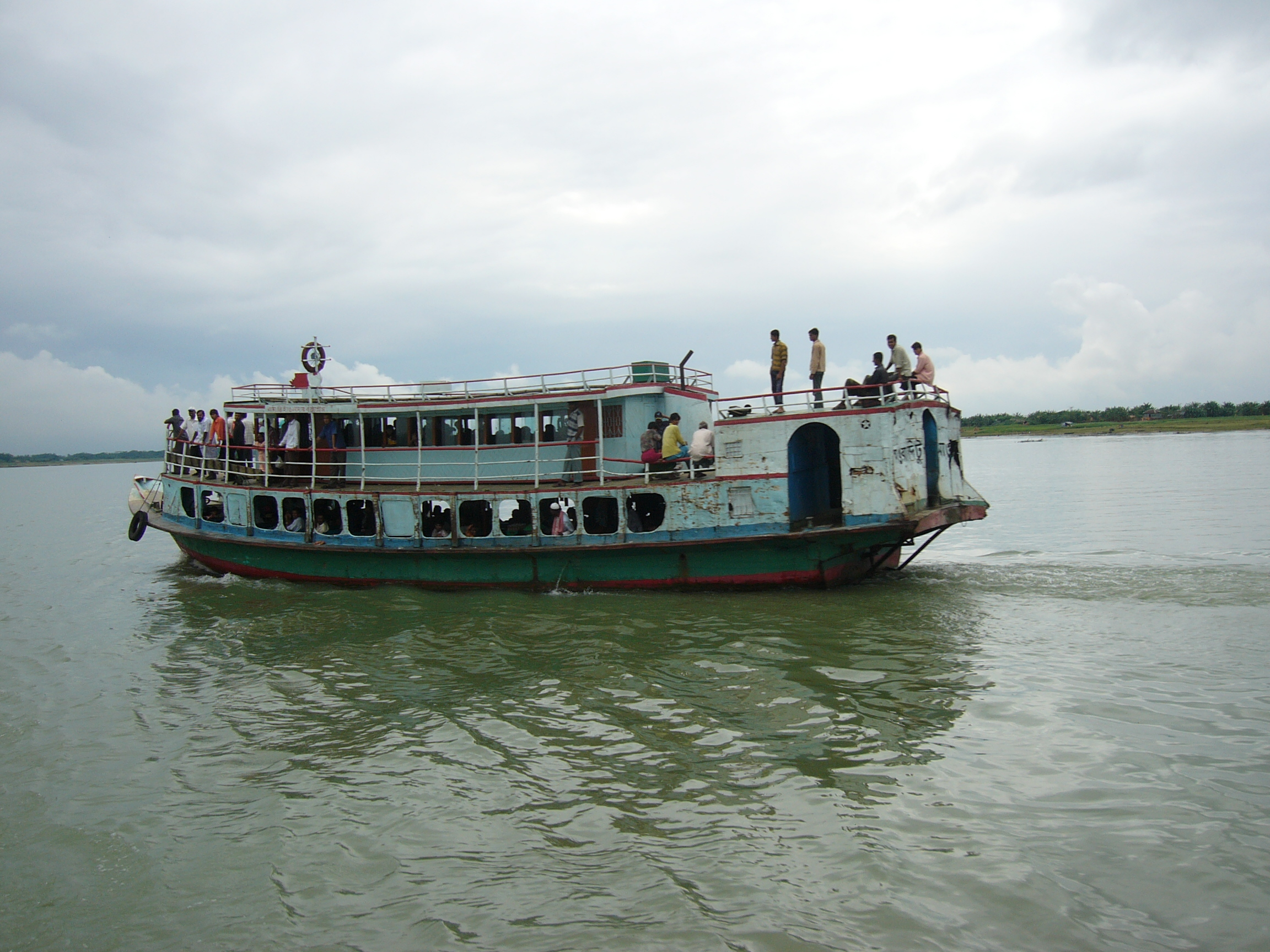
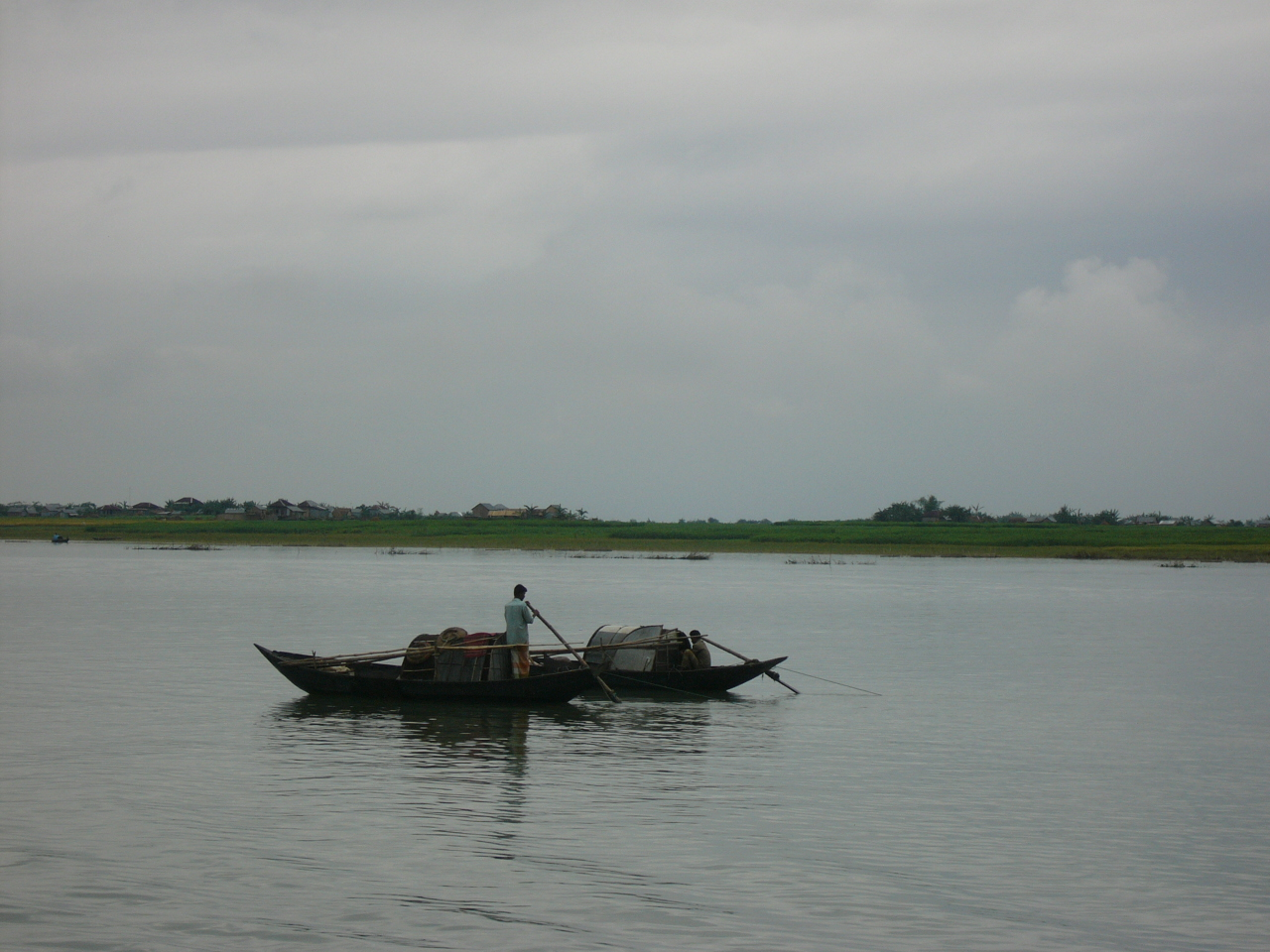